# Jerzy Szmajdziński
Jerzy Andrzej Szmajdziński (9. april 1952 – 10. april 2010) var en polsk politiker, der var viceformand for Sejm og som tidligere fungerede som Polens forsvarsminister. Han var kandidat til posten som Polens præsident ved valget i 2010.
Han blev uddannet fra Wroclaws økonomiakademi. I 1970'erne og 1980'erne var han aktivist for sammenslutningen af socialistiske fagforeninger, for det polske ungdomsparti og Den Socialistiske Union af polske unge.
Han forblev medlem af PZPR fra 1973 indtil 1990. I december 1999 blev han næstformand for den Demokratiske Venstre Alliance (SLD).
Han omkom under et flystyrt den 10. april 2010, hvor bl.a. Polens præsident Lech Kaczyński også omkom.